# Stemhebbende dentale plosief
De stemhebbende dentale plosief is een medeklinker die in het Internationaal Fonetisch Alfabet aangeduid met [d̪], en in X-SAMPA met d_d
Echte stemhebbende dentale plosieven zijn zeldzaam. In de Romaanse talen wordt /d/ vaak dentaal genoemd, maar deze klank komt meer in de buurt van een alveolaar. De klank komt vooral voor in Indo-Arische talen.

## Kenmerken
- De manier van articulatie is plosief, wat inhoudt dat de klank wordt geproduceerd door de luchtstroom in het spraakkanaal te belemmeren.
- Het articulatiepunt is dentaal, wat inhoudt dat voor het vormen van de klank de tong tegen de onder- of boventanden wordt gedrukt.
- De articulatie is stemhebbend, wat betekent dat de klank wordt geproduceerd door trillingen van de stembanden.
- Het is een orale medeklinker, wat inhoudt dat lucht door de mond kan ontsnappen.
- Het is een centrale medeklinker, wat inhoudt dat de klank wordt geproduceerd door de luchtstroom over het midden van de tong te laten stromen in plaats van langs de zijkanten.

Deze pagina bevat fonetische informatie in het IPA, die in sommige browsers mogelijk niet correct wordt weergegeven.
Waar symbolen in paren voorkomen, vertegenwoordigt het rechter teken een stemhebbende medeklinker. Gearceerde gebieden bevatten medeklinkers die worden beschouwd als onuitspreekbaar.
Zie ook: IPA, Klinkers